# Макгрегор Килпатрик Трофи
МакГрегор Килпатрик Трофи (англ. Macgregor Kilpatrick Trophy) — награда, ежегодно вручаемая команде Американской хоккейной лиги, которая заканчивает регулярный сезон с наибольшим количеством очков или наилучшим процентом набранных очков. Трофей назван в честь бывшего члена правления АХЛ МакГрегора Килпатрика.
Награда была впервые вручена в следующем после смерти Килпатрика сезоне 1997/98.

## Обладатели
Команда выигравшая в этом сезоне Кубок Колдера 
      Команда-финалист Кубка Колдера в этом сезоне
| Сезон   | Команда                       | Очки              | Результат в плей-офф                                      |
| ------- | ----------------------------- | ----------------- | --------------------------------------------------------- |
| 2023–24 | Херши Беарс                   | 111               | Обладатель Кубка Колдера                                  |
| 2022–23 | Калгари Рэнглерс              | 106               | Проигрыш в финале Дивизиона                               |
| 2021–22 | Чикаго Вулвз                  | 72,4% (110 очков) | Обладатель Кубка Колдера                                  |
| 2020–21 | Херши Беарс                   | 75,8% (50 очков)  | Кубок Колдера не разыгрывался из-за пандемии коронавируса |
| 2019–20 | Милуоки Эдмиралс              | 71,4% (90 очков)  | Кубок Колдера не разыгрывался из-за пандемии коронавируса |
| 2018–19 | Шарлотт Чекерс                | 72,4% (110 очков) | Обладатель Кубка Колдера                                  |
| 2017–18 | Торонто Марлис                | 73,7% (112 очков) | Обладатель Кубка Колдера                                  |
| 2016–17 | Уилкс-Барре/Скрэнтон Пингвинз | 70,4% (107 очков) | Проигрыш в полуфинале Дивизиона                           |
| 2015–16 | Торонто Марлис                | 75,0% (114 очков) | Проигрыш в финале Конференции                             |
| 2014–15 | Манчестер Монаркс             | 109               | Обладатель Кубка Колдера                                  |
| 2013–14 | Техас Старз                   | 106               | Обладатель Кубка Колдера                                  |
| 2012–13 | Провиденс Брюинз              | 105               | Проигрыш в полуфинале Конференции                         |
| 2011–12 | Норфолк Эдмиралс              | 113               | Обладатель Кубка Колдера                                  |
| 2010–11 | Уилкс-Барре/Скрэнтон Пингвинз | 117               | Проигрыш в финале Дивизиона                               |
| 2009–10 | Херши Беарс                   | 123               | Обладатель Кубка Колдера                                  |
| 2008–09 | Манитоба Мус                  | 107               | Финалист Кубка Колдера                                    |
| 2007–08 | Провиденс Брюинз              | 117               | Проигрыш в финале Дивизиона                               |
| 2006–07 | Херши Беарс                   | 114               | Финалист Кубка Колдера                                    |
| 2005–06 | Гранд-Рапидс Гриффинс         | 115               | Проигрыш в финале Конференции                             |
| 2004–05 | Рочестер Американс            | 112               | Проигрыш в финале Дивизиона                               |
| 2003–04 | Милуоки Эдмиралс              | 102               | Обладатель Кубка Колдера                                  |
| 2002–03 | Гамильтон Булдогс             | 110               | Финалист Кубка Колдера                                    |
| 2001–02 | Бриджпорт Саунд Тайгерс       | 98                | Финалист Кубка Колдера                                    |
| 2000–01 | Вустер АйсКэтс                | 108               | Проигрыш в финале Дивизиона                               |
| 1999–00 | Хартфорд Вулф Пэк             | 107               | Обладатель Кубка Колдера                                  |
| 1998–99 | Провиденс Брюинз              | 120               | Обладатель Кубка Колдера                                  |
| 1997–98 | Филадельфия Фантомс           | 106               | Обладатель Кубка Колдера                                  |

1. 1 2 3 4 5 6 7  Обладатель трофея определяется по наилучшему проценту набранных очков из-за неровного количества игр в рамках лиги.
2. ↑  Из-за пандемии COVID-19 сезон был отложен, сокращен, и команды Канады не смогли пересечь границу; плей-офф Кубка Колдера не проводился.
3. ↑  Сезон 2019–20 завершился в марте из-за пандемии COVID-19; На момент приостановки сезона «Милуоки» набрал 90 очков в 63 играх.

## До введения трофея
Ниже приведён список команд, набиравших наибольшее количество очков в регулярном сезоне АХЛ до введения МакГрегор Килпатрик Трофи. С сезона 1952/53 по 1960/61 и в сезоне 1976/77, когда в лиге был только один дивизион, команда, которая занимала первое место в чемпионате получала Эф-Джи (Тэдди) Ок Трофи.
     Команда выигравшая в этом сезоне Кубок Колдера 
      Команда-финалист Кубка Колдера в этом сезоне
| Сезон   | Команда               | Очки | Результат в плей-офф            |
| ------- | --------------------- | ---- | ------------------------------- |
| 1996–97 | Филадельфия Фантомс   | 111  | Проигрыш в финале Дивизиона     |
| 1995–96 | Олбани Ривер Рэтс     | 115  | Проигрыш в полуфинале Дивизиона |
| 1994–95 | Олбани Ривер Рэтс     | 109  | Обладатель Кубка Колдера        |
| 1993–94 | Сент-Джонс Мейпл Лифс | 102  | Проигрыш в финале Дивизиона     |
| 1992–93 | Бингемтон Рейнджерс   | 124  | Проигрыш в финале Дивизиона     |
| 1991–92 | Фредериктон Канадиенс | 96   | Проигрыш в полуфинале Дивизиона |
| 1990–91 | Рочестер Американс    | 99   | Финалист Кубка Колдера          |
| 1989–90 | Шербрук Канадиенс     | 102  | Проигрыш в финале Дивизиона     |
| 1988–89 | Шербрук Канадиенс     | 103  | Проигрыш в полуфинале Дивизиона |
| 1987–88 | Херши Беарс           | 105  | Обладатель Кубка Колдера        |
| 1986–87 | Шербрук Канадиенс     | 102  | Финалист Кубка Колдера          |
| 1985–86 | Херши Беарс           | 99   | Финалист Кубка Колдера          |
| 1984–85 | Бингемтон Уолерс      | 112  | Проигрыш в финале Дивизиона     |
| 1983–84 | Балтимор Скипджэкс    | 102  | Проигрыш в финале Дивизиона     |
| 1982–83 | Рочестер Американс    | 101  | Обладатель Кубка Колдера        |
| 1981–82 | Нью-Брансуик Хоукс    | 107  | Обладатель Кубка Колдера        |
| 1980–81 | Херши Беарс           | 103  | Проигрыш в финале Дивизиона     |
| 1979–80 | Нью-Хейвен Найтхоукс  | 101  | Проигрыш в финале Дивизиона     |
| 1978–79 | Мэн Мэринерз          | 103  | Обладатель Кубка Колдера        |
| 1977–78 | Мэн Мэринерз          | 95   | Обладатель Кубка Колдера        |
| 1976–77 | Нова Скотия Вояжерс   | 110  | Обладатель Кубка Колдера        |
| 1975–76 | Нова Скотия Вояжерс   | 104  | Обладатель Кубка Колдера        |
| 1974–75 | Провиденс Редс        | 98   | Проигрыш в полуфинале Дивизиона |
| 1973–74 | Рочестер Американс    | 97   | Проигрыш в полуфинале Дивизиона |
| 1972–73 | Цинциннати Суордз     | 113  | Обладатель Кубка Колдера        |
| 1971–72 | Бостон Брэйвз         | 96   | Проигрыш в финале Дивизиона     |
| 1970–71 | Балтимор Клипперс     | 89   | Проигрыш в полуфинале Дивизиона |
| 1969–70 | Монреаль Вояжерс      | 100  | Проигрыш в финале Дивизиона[b]  |
| 1968–69 | Баффало Бизонс        | 97   | Проигрыш в полуфинале Дивизиона |
| 1967–68 | Рочестер Американс    | 85   | Обладатель Кубка Колдера        |
| 1966–67 | Питтсбург Хорнетс     | 92   | Обладатель Кубка Колдера        |
| 1965–66 | Квебек Эйсес          | 98   | Проигрыш в полуфинале Дивизиона |
| 1964–65 | Рочестер Американс    | 99   | Обладатель Кубка Колдера        |
| 1963–64 | Квебек Эйсес          | 83   | Финалист Кубка Колдера          |
| 1962–63 | Баффало Бизонс        | 89   | Обладатель Кубка Колдера        |
| 1961–62 | Спрингфилд Индианс    | 93   | Обладатель Кубка Колдера        |
| 1960–61 | Спрингфилд Индианс    | 99   | Обладатель Кубка Колдера        |
| 1959–60 | Спрингфилд Индианс    | 92   | Обладатель Кубка Колдера        |
| 1958–59 | Баффало Бизонс        | 80   | Финалист Кубка Колдера          |
| 1957–58 | Херши Беарс           | 85   | Обладатель Кубка Колдера        |
| 1956–57 | Провиденс Редс        | 76   | Проигрыш в полуфинале Лиги      |
| 1955–56 | Провиденс Редс        | 92   | Обладатель Кубка Колдера        |
| 1954–55 | Питтсбург Хорнетс     | 70   | Обладатель Кубка Колдера        |
| 1953–54 | Баффало Бизонс        | 85   | Проигрыш в полуфинале Лиги      |
| 1952–53 | Кливленд Бэронс       | 86   | Обладатель Кубка Колдера        |
| 1951–52 | Питтсбург Хорнетс     | 95   | Обладатель Кубка Колдера        |
| 1950–51 | Кливленд Бэронс       | 93   | Обладатель Кубка Колдера        |
| 1949–50 | Кливленд Бэронс       | 100  | Финалист Кубка Колдера          |
| 1948–49 | Провиденс Редс        | 94   | Обладатель Кубка Колдера        |
| 1947–48 | Кливленд Бэронс       | 98   | Обладатель Кубка Колдера        |
| 1946–47 | Кливленд Бэронс       | 84   | Проигрыш в полуфинале Дивизиона |
| 1945–46 | Баффало Бизонс        | 84   | Обладатель Кубка Колдера        |
| 1944–45 | Кливленд Бэронс       | 78   | Обладатель Кубка Колдера        |
| 1943–44 | Кливленд Бэронс       | 73   | Финалист Кубка Колдера          |
| 1942–43 | Херши Беарс           | 78   | Проигрыш в полуфинале Дивизиона |
| 1941–42 | Индианаполис Кэпиталз | 75   | Обладатель Кубка Колдера        |
| 1940–41 | Провиденс Редс        | 66   | Проигрыш в полуфинале Дивизиона |
| 1939–40 | Провиденс Редс        | 62   | Обладатель Кубка Колдера        |
| 1938–39 | Филадельфия Рамблерс  | 69   | Финалист Кубка Колдера          |
| 1937–38 | Кливленд Бэронс       | 61   | Проигрыш в финале Дивизиона     |
| 1936–37 | Филадельфия Рамблерс  | 60   | Финалист Кубка Колдера          |

↑ b. Финалисты Дивизиона были определены по круговой системе, в которой также участвовали «Баффало Бизонс» и «Спрингфилд Кингз».